# Fakultätenreihe
Der Begriff der Fakultätenreihe (englisch factorial series) entstammt der Mathematik. Die Fakultätenreihen zählen zu den Funktionenreihen und stehen in enger Verwandtschaft mit den Dirichletreihen. Sie sind nicht zuletzt von besonderer Bedeutung beim Studium von Differenzengleichungen.

## Definition
Ist eine Folge {\displaystyle {\mathcal {A}}=\left(a_{n}\right)_{n=0,1,2,3,\ldots }} von reellen oder komplexen Zahlen gegeben, so ist die Funktionenreihe
{\displaystyle {\begin{aligned}\Omega (z)&=\sum _{n=0}^{\infty }{\frac {n!a_{n}}{z(z+1)\cdots (z+n)}}\\&={\frac {a_{0}}{z}}+{\frac {a_{1}}{z(z+1)}}+{\frac {2a_{2}}{z(z+1)(z+2)}}+{\frac {6a_{3}}{z(z+1)(z+2)(z+3)}}+\cdots +{\frac {n!a_{n}}{z(z+1)\cdots (z+n)}}+\cdots \end{aligned}}}
mit {\displaystyle z\in \mathbb {C} \setminus \{0,-1,-2,\ldots \}} die (zu der Folge {\displaystyle {\mathcal {A}}} gehörige) Fakultätenreihe.
Dabei wird von manchen Autoren angenommen, dass das Anfangsglied {\displaystyle a_{0}=0} ist. Andere Autoren lassen dagegen sogar zu, dass zu obigem {\displaystyle \Omega (z)} noch ein reelle oder komplexe Konstante {\displaystyle c} hinzuaddiert wird und bezeichnen die so gegebene Funktionenreihe {\displaystyle c+\Omega (z)} ebenfalls als Fakultätenreihe. Alle diese Auffassungen des Begriffs der Fakultätenreihe sind im Wesentlichen gleichwertig.

## Konvergenzverhalten
Über das Konvergenzverhalten der Fakultätenreihen geben einige Sätze Auskunft, welche nicht zuletzt auf Mathematiker wie Edmund Landau, Johan Ludwig Jensen, Salvatore Pincherle und Niels Erik Nørlund zurückgehen.

### Der Satz von Landau
Dieser von Edmund Landau gefundene Satz bringt die Frage nach dem Konvergenzverhalten der Fakultätenreihen in Zusammenhang mit der entsprechenden Frage für die Dirichletreihen. Er besagt nämlich:
Die oben beschriebene Fakultätenreihe {\displaystyle \Omega (z)} und die zugehörige Dirichletreihe
{\displaystyle \Psi (z)=\sum _{n=1}^{\infty }{\frac {a_{n}}{n^{z}}}}
haben innerhalb des Gebietes {\displaystyle \mathbb {C} \setminus \{0,-1,-2,\ldots \}} das gleiche Konvergenzverhalten. Dabei gilt im Einzelnen:
 (I) Die beiden Reihen {\displaystyle \Omega (z)} und {\displaystyle \Psi (z)} sind für ein und dieselben {\displaystyle z\in \mathbb {C} \setminus \{0,-1,-2,\ldots \}} konvergent und divergent.
 (II) Ist {\displaystyle \Omega (z)} auf einer abgeschlossenen Kreisscheibe {\displaystyle {\overline {U_{r}(z_{0})}}\subset \mathbb {C} \setminus \{0,-1,-2,\ldots \}\;\;(r>0\;,\;z_{0}\neq 0,-1,-2,\ldots )} gleichmäßig konvergent, so gilt dies auch für {\displaystyle \Psi (z)} und nur dann.

### Die Sätze von Jensen und Pincherle
Der Satz von Jensen (nach Johan Ludwig Jensen) behandelt die Frage nach der Beschaffenheit des Konvergenzbereichs der Fakultätenreihen. Er besagt folgendes:
Zu einer Fakultätenreihe {\displaystyle \Omega (z)} gibt es stets eine – auch als Konvergenzabszisse bezeichnete – endliche oder unendliche Zahl {\displaystyle \lambda \in \mathbb {R} \cup \{-\infty ,+\infty \}} derart, dass {\displaystyle \Omega (z)} für jede komplexe Zahl des Gebietes {\displaystyle \{z\in \mathbb {C} \setminus \{0,-1,-2,\ldots \}\colon \operatorname {Re} (z)<\lambda \}} divergiert und für jede komplexe Zahl des Gebiets {\displaystyle \{z\in \mathbb {C} \setminus \{0,-1,-2,\ldots \}\colon \operatorname {Re} (z)>\lambda \}} konvergiert. Das Konvergenzgebiet einer Fakultätenreihe ist also eine nach rechts offene Halbebene, aus der (gegebenenfalls) die Null und die negativen ganzen Zahlen entfernt wurden.
Der Satz von Pincherle (nach Salvatore Pincherle) behandelt die entsprechende Frage in Hinblick auf die absolute Konvergenz der Fakultätenreihen und lässt sich angeben wie folgt:
Das Gebiet der absoluten Konvergenz einer Fakultätenreihe ist ebenfalls eine nach rechts offene Halbebene, aus der (gegebenenfalls) die Null und die negativen ganzen Zahlen entfernt wurden. Zu einer Fakultätenreihe {\displaystyle \Omega (z)} gibt es also stets eine – auch als Abszisse der absoluten Konvergenz bezeichnete – endliche oder unendliche Zahl {\displaystyle \mu \in \mathbb {R} \cup \{-\infty ,+\infty \}} derart, dass {\displaystyle \Omega (z)} im Gebiet {\displaystyle \{z\in \mathbb {C} \setminus \{0,-1,-2,\ldots \}\colon \operatorname {Re} (z)>\mu \}} absolut konvergent ist. Dabei ist {\displaystyle \Omega (z)} für jede komplexe Zahl {\displaystyle z} mit {\displaystyle \lambda <\operatorname {Re} (z)<\mu } zwar konvergent, aber nicht absolut konvergent. Die Breite des zwischen den beiden Abzissen gelegenen unendlichen Streifens ist höchstens {\displaystyle 1}; es gilt also die Ungleichung {\displaystyle \lambda \leq \mu \leq \lambda +1}.

### Der Satz von Nørlund
Diesen Satz hat Niels Erik Nørlund gefunden und damit in der Frage der gleichmäßigen Konvergenz von Fakultätenreihen Klarheit geschaffen. Der Satz lässt sich folgendermaßen formulieren:
Die Fakultätenreihe {\displaystyle \Omega (z)} konvergiere in einem Punkte {\displaystyle z_{0}\in {\mathbb {C} \setminus \{0,-1,-2,\ldots \}}} . Weiterhin sei eine beliebige positive Zahl {\displaystyle \eta <{\frac {\pi }{2}}} gegeben und dazu das im Punkte {\displaystyle z_{0}} verankerte, nach rechts geöffnete Winkelfeld {\displaystyle W(z_{0},\eta )\subset \mathbb {C} \setminus \{0,-1,-2,\ldots \}}, dessen beiden Schenkel durch zwei {\displaystyle \eta }-Radiant-Drehungen aus den beiden von {\displaystyle z_{0}} ausgehenden, zur reellen Achse senkrechten Halbgeraden hervorgehen.
 Dann gilt:
 {\displaystyle \Omega (z)} ist auf dem Winkelfeld {\displaystyle W(z_{0},\eta )} stets gleichmäßig konvergent.

### Analogon
Wie G. M. Fichtenholz in seiner Differential- und Integralrechnung II ausführt, sind – einem Satz von Konrad Knopp zufolge – hinsichtlich des Konvergenzverhaltens die Beziehungen zwischen einer Fakultätenreihe und ihrer Dirichletreihe ähnlich denen, welche zwischen einer Lambert-Reihe und der dieser Lambert-Reihe zugehörigen Potenzreihe bestehen.

## Holomorphie
Die durch Fakultätenreihen gegebenen komplexen Funktionen weisen – in gleicher Weise wie die durch die zugehörigen Dirichletreihen gegebenen komplexen Funktionen – einige Regularitätseigenschaften auf. Dies beruht auf einer Verknüpfung des weierstraßschen Konvergenzsatzes mit dem Satz von Nørlund. Insgesamt gilt der folgende Satz:
Zu einer wie oben gegebenen Fakultätenreihe wird durch die Zuordnung {\displaystyle z\mapsto \Omega (z)} auf der Konvergenzhalbebene {\displaystyle \{z\in \mathbb {C} \setminus \{0,-1,-2,\ldots \}\colon \operatorname {Re} (z)>\lambda \}} eine holomorphe Funktion definiert. Diese (ebenfalls mit {\displaystyle \Omega (z)} bezeichnete Funktion) hat die folgende Ableitungsfunktion:
{\displaystyle \Omega ^{'}(z)=-\sum _{n=1}^{\infty }{\frac {n!\cdot \left({\frac {a_{0}}{n}}+{\frac {a_{1}}{n-1}}+\cdots +{\frac {a_{n-1}}{1}}\right)}{z(z+1)\cdots (z+n)}}}  .

## Weitere Darstellungen
Fakultätenreihen lassen sich auch mit Hilfe der Gammafunktion und der eulerschen Betafunktion darstellen. Es gilt nämlich:
Eine wie oben gegebene Fakultätenreihe erfüllt stets die Gleichungen:
{\displaystyle {\begin{aligned}\Omega (z)&=\Gamma (z)\cdot \sum _{n=0}^{\infty }{\frac {n!a_{n}}{\Gamma (z+n+1)}}\\&=\sum _{n=0}^{\infty }{a_{n}\cdot \mathrm {B} (z+n+1)}\;\;(z\in \mathbb {C} \setminus \{0,-1,-2,\ldots \})\\\end{aligned}}}